# Nils Holgersson (serie animata)
Nils Holgersson (ニルスのふしぎな旅?, Nirusu no fushigi na tabi, lett. "Il meraviglioso viaggio di Nils") è un anime del 1980 co-prodotto dal giapponese Pierrot (alla sua prima produzione) e dalla tedesca Apollo Film in 52 episodi. La serie è ispirata al romanzo per ragazzi Il viaggio meraviglioso di Nils Holgersson (in svedese Nils Holgerssons underbara resa genom Sverige), pubblicato nel 1906 dalla scrittrice svedese Premio Nobel per la letteratura Selma Lagerlöf.

## Trama
La storia è ambientata all'inizio del XX secolo. Nils ha circa dieci anni e vive con i genitori a Vesvemmenhög, un villaggio della Scania, una regione a sud della Svezia. È un ragazzino decisamente discolo e si diverte spesso a maltrattare e a fare scherzi molto pesanti agli animali che vivono nella fattoria dei genitori. Un giorno però ne combina una di troppo: vede uno gnomo che sta facendo il bagno in una bacinella e fa l'errore di catturarlo con un retino per farfalle. Lo gnomo per vendicare l'affronto subito, con una magia rende Nils piccolissimo ed in grado di capire il linguaggio degli animali.
Il ragazzo così potrà capire che cosa gli animali del cortile che aveva tormentato pensano di lui e ovviamente, ora che è così piccolo, tutti desidererebbero vendicarsi. Intanto arrivano alla fattoria delle oche migratrici che invitano le oche domestiche della fattoria ad unirsi a loro per andare in Lapponia, invece di finire in padella. Anche l'oca Martin sente il richiamo e Nils che tenta di fermarlo viene trasportato anche lui in volo.
Nils da quel momento inizia un fantastico viaggio alla scoperta del mondo e della natura, tra mille avventure vissute in tanti luoghi del nord Europa. È però anche un viaggio interiore per crescere e maturare e Nils riuscirà a ridiventare grande dopo che al ritorno a casa compirà un estremo gesto di amicizia che porterà lo Gnomo ad annullare la sua magia e a farlo diventare di dimensioni normali. Alla fine della storia Nils saluta le oche selvatiche che sono diventate sue amiche, anche se purtroppo non riesce più a comprendere le loro grida di saluto: è ormai diventato grande e ai grandi è preclusa la capacità di parlare agli animali.

## Personaggi
- Nils Holgersson, il bambino protagonista della serie, inizialmente dispettoso ed egoista; rimpicciolito per punizione da uno Gnomo, diviene gradualmente grande amico degli animali, compiendo numerose buone azioni durante il suo viaggio, che convincono lo Gnomo a restituirgli la sua taglia umana alla fine della serie.

- Martin, un maschio di oca domestica della fattoria di Nils, che prende il volo trascinando Nils con sé, per unirsi alle oche selvatiche. Innamoratosi di una di esse, diviene padre di una covata. Era vittima, come altri animali, degli scherzi di Nils, ma questo non gli impedisce di divenirne poi amico e viene aiutato/salvato da Nils in varie occasioni.

- Carrot, il criceto animale da compagnia di Nils, inizialmente trascurato da quest'ultimo, ne diviene amico durante il viaggio. Non compare nel libro.

- Akka di Kebnekajse (barone Akka nella versione italiana), l'anziana e saggia capo-stormo delle oche selvatiche, che protegge il resto del gruppo e Nils. Nella serie è caratterizzata da vistose sopracciglia bianche, ad indicare la sua età avanzata.

- Smirre, una volpe rossa, antagonista principale, nemica delle oche e di Nils poiché quest'ultimo cerca di proteggere le sue nuove amiche. Nella serie ha un ruolo maggiore rispetto al libro, inseguendo le oche fino in Lapponia.

- Gunnar, un'oca vice-capo di Akka.

- Lasse, altra oca dello stormo, costantemente affamata.

- Ingrid, un'oca femmina catturata da Smirre e salvata da Nils, è il primo membro dello stormo a fidarsi del bambino.

- Dolce Piuma, l'oca che diviene compagna di Martin.

- Gorgo, un'aquila orfana allevata tempo prima da Akka e liberata da Nils da uno zoo.

- Ermenric la cicogna, che ha il nido sul camino di Nils e fa da tramite con lo Gnomo. E' disegnata con una coda da gru.

- Bataki, un corvo.

## Osservazioni

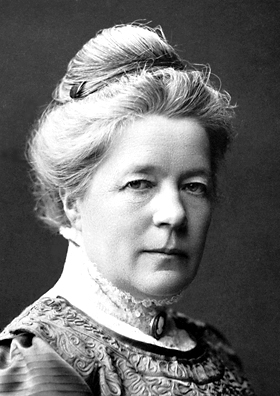
Selma Lagerlöf

L'anime Nils Holgersson è un Meisaku, il particolare genere che prende il nome dal World Masterpiece Theater (世界名作劇場?, Sekai meisaku gekijō) della Nippon Animation. Si tratta di una tipologia di anime che prendono spunto o sono trasposizioni più o meno fedeli di grandi romanzi per ragazzi nell'ambito dell'intera letteratura mondiale.
Anche la Pierrot con questa sua "opera prima" si è cimentata nel genere, trasponendo in anime il romanzo del 1906 Il viaggio meraviglioso di Nils Holgersson (Nils Holgerssons underbara resa genom Sverige) della scrittrice svedese Selma Lagerlöf, che l'anno successivo all'uscita del racconto vinse il Premio Nobel per la letteratura, prima donna a fregiarsi del titolo. Il romanzo, per la sua particolare struttura (è un racconto didattico, concepito per insegnare ai bambini la geografia e le tradizioni popolari svedesi), è subito diventato un classico della letteratura per ragazzi, esercitando una grande influenza culturale soprattutto in Scandinavia.

### Merchandise
L'anime ha avuto un buon successo ed è stato distribuito in tutto il mondo. In Italia è stato accompagnato da un piccolo fenomeno di merchandise, dai libri illustrati con i disegni della serie, ai giochi in scatola, ai puzzle Ravensburger fino a concorsi a premi organizzati dal settimanale Topolino.

### Sigla italiana
La sigla italiana "Nils Holgersson" di Luigi Albertelli e Vince Tempera, è stata incisa nel 1982 da I fratelli Grimm.

### Edizioni internazionali
L'anime è stato doppiato in numerose lingue e distribuito in molte nazioni:
- Mondo arabo - مغامرات نيلز
- Francia - Le Merveilleux Voyage de Nils Holgersson au Pays des Oies Sauvages
- Germania - Nils Holgerson
- Grecia - Το θαυμαστό ταξίδι του Νίλς Χόλγκερσον
- Islanda - Nilli Hólmgeirsson
- Israele - נילס הולגרסון
- Paesi Bassi - Niels Holgersson
- Polonia - Wspaniała Podróż Nilsa Holgerssona
- Slovenia - Nils Holgerson
- Spagna - El maravilloso viaje de Nills Holgersson
- Svezia - Nils Holgerssons underbara resa genom Sverige
- Taiwan - 小神童
- Turchia - Uçan Kaz
- Ungheria - Nils Holgersson Csodálatos utazása a vadludakkal

Inoltre la serie è stata distribuita anche in Canada (in francese), Finlandia, Belgio, Portogallo, Romania, Israele, Hong Kong, Cina, Sud Africa, e Albania.
L'edizione italiana segue quella tedesca, che presenta una colonna sonora interamente riscritta da Karel Svoboda e un ordine diverso degli episodi. La serie fa parte del catalogo del distributore belga Studio 100.

## Doppiaggio
| Personaggio        | Doppiatore originale | Doppiatore italiano |
| ------------------ | -------------------- | ------------------- |
| Nils Holgersson    | Mami Koyama          | Corrado Conforti    |
| Akka di Kebnekajse | Nobuko Terajima      | Sandro Sardone      |
| Martin             | Yoshito Yasuhara     | Nino Scardina       |
| Carrot             | Takashi Yamazaki     | Fabrizio Mazzotta   |
| Siri               | Yoneko Matsukane     | Mara Landi          |
| Coniglietta        | Kohei Miyauchi       | Winni Riva          |
| Ingrid             | Minori Matsushima    | Elena Magoia        |
| Lasse              | Ken'ichi Ogata       | Gastone Pescucci    |
| Smirre             | Tetsuo Mizutori      | Renato Montanari    |
| Holger Nilsson     | Masane Tsukuyama     | Sandro Sardone      |
| Taloro             | Tessho Genda         | Luciana Luppi       |
| Zanco              | Shinobu Adachi       | Franco Borrelli     |
| Gunnar             | Hideyuki Tanaka      | Sergio Gibello      |
| Gusta              | Shigeru Chiba        | Franco Borrelli     |
| Dolcepiuma         | Kumiko Takizawa      | Luciana Luppi       |
| Asa                | Kei Tomiyama         | Winni Riva          |
| Madre di Nils      | Masako Ikeda         | Luciana Luppi       |
| Mats               | Keiko Yokozawa       | Massimo Corizza     |
| Gnomo              | Katsue Miwa          | Willy Moser         |
| Gorgo              | Tesshō Genda         | Rori Manfredi       |
| Ermenrich          | Sanji Hase           | Elena Magoia        |
| Pelogrigio         | Ryuji Saikai         | Oreste Baldini      |
| Frumle Drumle      | Tetsuo Mizutori      | Marco Guadagno      |
| Jarro              | Shinobu Adachi       | Luciana Luppi       |
| Cesare             | Jouji Yanami         | Sergio Antonica     |
| Martora            | Ryuji Saikai         | Massimo Corizza     |
| Greyfan            | Shinobu Adachi       | Winni Riva          |
| Ruben              | Takashi Yamazaki     | Massimo Corizza     |

## Episodi
| Nº Ja | Nº It | Titolo italiano Giapponese 「Kanji」 - Rōmaji | In onda           | In onda |
| Nº Ja | Nº It | Titolo italiano Giapponese 「Kanji」 - Rōmaji | Giapponese        |         |
| 1     | 1     | Il piccolo gnomo 「わんぱくニルス」 - wanpaku nirusu | 8 gennaio 1980    |         |
| 1     | 1     | Nils è disubbidiente e pestifero e, invece di aiutare i genitori nella conduzione della fattoria, si diverte a fare brutti scherzi agli animali che non possono difendersi. Un giorno riesce perfino a catturare uno gnomo utilizzando un retino per farfalle; invece di liberarlo in cambio di una moneta d'oro, come propostogli, il ragazzo avidamente gliene chiede una seconda ma il baffuto gnomo, arrabbiato, con una magia lo trasforma facendolo rimpicciolire alla sua stessa altezza: assieme al giovane subisce la stessa sorte anche il criceto Carrot che Nils teneva con sé. Contemporaneamente però scopre di poter comprendere il linguaggio degli animali e addirittura parlare con loro. |                   |         |
| 2     | 2     | Le oche selvatiche 「小さくなったニルス」 - chiisa kunatta nirusu | 15 gennaio 1980   |         |
| 2     | 2     | Tutti gli animali della fattoria, dal cane alle galline dell'aia alle mucche della stalla, appena saputa la novità riguardante il loro antico torturatore, non si trattengono dal vendicarsi di lui (ora che è diventato come Pollicino) inseguendolo dappertutto a facendogli patire un po' di quello da loro subìto in precedenza; Nils spaventato cerca una via di scampo. Nel frattempo l'oca Martin ha una disputa con un gruppetto di oche selvatiche appena sopraggiunte ed afferma che anche lui può volare come loro fino in Lapponia, dove si stanno dirigendo per costruire i propri nidi: nel momento in cui Martin prende il volo per seguire lo stormo Nils, in cerca di salvezza assieme al criceto Carrot, riesce ad afferrare la corda che l'oca porta al collo e librarsi in aria assieme a lei. |                   |         |
| 3     | 3     | Più furbo di una volpe 「がちょうに乗って」 - gachōni notte | 22 gennaio 1980   |         |
| 3     | 3     | Fa la sua prima comparsa la volpe Smirre, che sarà l'antagonista principale di Nils lungo tutto il corso della serie; il ragazzino riesce a liberare l'oca Ingrid che era stata catturata dalla volpe e a riportarla in salvo dallo stormo conquistando la fiducia di Akka che consente al ragazzo di proseguire il viaggio verso la Lapponia con loro. |                   |         |
| 4     | 4     | Avventura nella fattoria 「森のリスのSOS」 - mori no risu no SOS | 29 gennaio 1980   |         |
| 4     | 4     | Durante la sosta nei pressi di una fattoria, Nils e Carrot scorgono una mamma scoiattolo catturata e messa in una gabbia dagli umani; ella è preoccupata perché è stata catturata mentre cercava il cibo per i suoi piccoli e ora loro sono soli ad attenderla nel bosco perciò il giovane Nils riesce a rintracciare i piccoli e a condurli nel luogo in cui si trova ora la loro mamma. Il mattino seguente, i proprietari della fattoria decidono di lasciarli liberi. |                   |         |
| 5     | 5     | Una brutta avventura 「モルテンの大ピンチ」 - moruten no dai pinchi | 5 febbraio 1980   |         |
| 5     | 5     | Lo stormo giunge al castello di Vittskövle. Martin, dopo una serie di peripezie, viene catturato dalla cuoca e portato in cucina; ella ha tutta l'intenzione di cuocerlo nella pentola. Così spetta a Nils il compito d'introdursi furtivamente nel castello per liberare l'amico. |                   |         |
| 6     | 6     | Le tre prove 「鳥の体力コンテスト」 - tori no tairyoku kontesuto | 12 febbraio 1980  |         |
| 6     | 6     | Gunnar, il vice di Akka, capo stormo delle oche selvatiche in viaggio, mette a punto una serie di tre prove per poter appurare se davvero Martin è in grado di sottoporsi a tutti i rigori del tragitto in programma: l'oca domestica riesce a risolvere i difficili compiti, seppur con notevoli difficoltà. |                   |         |
| 7     | 8     | Il corno magico 「ネズミの戦い」 - nezumi no tatakai | 26 febbraio 1980  |         |
| 7     | 8     | Al castello di Kullaberg a Glimmingehus, lungo la costa danese, un esercito di ratti neri provenienti dalla vicina Svezia cerca d'infestare i locali, attaccando i topi grigi che vi abitano per entrare in possesso delle scorte di cereali contenuti nelle cantine; all'arrivo delle oche sui tetti toccherà a Nils cercare di porre rimedio alla pericolosa situazione. In difesa del castello il piccolo Nils, alla maniera de Il pifferaio di Hamelin, suonando un corno magico, trascina lontano da lì i ratti ipnotizzati. |                   |         |
| 8     | 9     | Grande festa a Tulamberg 「ツルの舞踏会」 - tsuru no butōkai | 4 marzo 1980      |         |
| 8     | 9     | Si svolge la grande festa di primavera nella penisola di Tulamberg (Kullen); in mezzo ai folti gruppi di animali ivi convenuti giunge anche, non invitata, la volpe Smirre a crear scompiglio. |                   |         |
| 9     | 7     | Chi la fa l'aspetti 「はらぺこニルス」 - harapeko nirusu | 11 marzo 1980     |         |
| 9     | 7     | Durante una giornata di pioggia Nils si nasconde nel cestino della bicicletta di un ragazzo che abita in campagna, finendo con l'intrufolarsi all'interno della casa colonica di famiglia; in cerca di qualcosa da mangiare, nella stanza del giovane, comincia a pasticciare con l'inchiostro che si trova sulla scrivania. |                   |         |
| 10    | 11    | Una notte movimentata 「レックスの 悪だくみ」 - rekkusu no aku dakumi | 18 marzo 1980     |         |
| 10    | 11    | Si trascorre la notte lungo il fiume Ronnebyån. Le oche selvatiche si appostano in una stretta vallata, ma Nils scopre che la volpe Smirre, la lontra e la martora sono nei paraggi ed hanno delle brutte intenzioni. |                   |         |
| 11    | 10    | Re Karl 「あるく銅像」 - aruku dōzō | 25 marzo 1980     |         |
| 11    | 10    | Lo stormo arriva a Karlskrona, la prima vera città che Nils vede in vita sua. Per questo motivo, euforico e curioso, decide di girovagare per le strade di notte seguito da Carrot; ma la statua in bronzo del re Carlo XI di Svezia, dileggiato dal giovane inconsapevole delle conseguenze, comincia a muoversi e ad inseguirli. Nel frattempo la figura in legno del "vecchio Rosenbom" deve aiutare il re nella ricerca di Nils che, insieme a Carrot, si rifugia in un museo navale: qui il modellino di una nave prende vita. |                   |         |
| 12    | 12    | Il segreto di Martin 「モルテンの初恋」 - moruten no hatsukoi | 1º aprile 1980    |         |
| 12    | 12    | Martin si comporta in modo tanto insolito da attirare su di sé l'attenzione dei compagni; si verrà a sapere che sta curando una bella oca ferita di nome Dolce Piuma portandole da mangiare di nascosto dagli altri. Nel momento in cui le sue ali guariscono, la nuova amica si accoda allo stormo. |                   |         |
| 13    | 13    | La tempesta 「地獄谷の 羊たち」 - jigokudani no hitsuji tachi | 8 aprile 1980     |         |
| 13    | 13    | Nel corso di una terribile tempesta Akka conduce i suoi ad un rifugio posto su di un isolotto roccioso. All'interno della grotta incontrano un gregge di pecore lì rifugiatesi, incapaci come sono di difendersi da sole contro gli attacchi sempre più frequenti delle volpi. Qui Nils insegna alle pecore come contrattaccare. |                   |         |
| 14    | 15    | La città misteriosa 「月夜に浮かぶ 幻の街」 - tsukiyo ni uka bu maboroshi no machi | 15 aprile 1980    |         |
| 14    | 15    | La cicogna Ermenric, abitante sui tetti della fattoria dei genitori di Nils, va a trovarlo e gli racconta la storia della leggendaria cittadina di Vineta la quale riemerge dal fondo marino solo per un'ora ogni cento anni; in una notte di luna piena il ragazzo in compagnia di Carrot attraversa le porte della città incantata nel tentativo di salvarla dalla maledizione che ha preso i suoi abitanti, ma per farlo avrebbe bisogno almeno di una moneta che egli purtroppo non porta con sé. |                   |         |
| 15    | 16    | Chi troppo vuole 「欲ばりカラスと 金貨のつぼ」 - yoku bari karasu to kinka notsubo | 22 aprile 1980    |         |
| 15    | 16    | Il capo delle cornacchie vorrebbe tenere tutto per sé un vaso pieno di monete d'oro appena trovate e, assieme alla sua fidanzata, escogita un piano per ingannare i sottoposti senza però riuscire ad aprirlo. La volpe Smirre allora, comparsa nelle vicinanze, fa un patto con loro: le cornacchie dovranno rapire Nils e costringerlo ad aprire il tappo che serra il vaso ma, una volta aperto, dovranno consegnare il piccolo come ricompensa proprio a Smirre. |                   |         |
| 16    | 17    | Smirre ci riprova 「カラスのボスを 決めろ」 - karasu no bosu wo kime ro | 29 aprile 1980    |         |
| 16    | 17    | Dopo che Nils ha aperto il vaso di monete d'oro tutti i corvi balzano lesti sopra il tesoro, cosicché il ragazzo può sfuggir loro nascondendosi in una casupola abbandonata dei dintorni; ma la volpe vuole costringere i corvi a mettersi sulle tracce della sua preda. |                   |         |
| 17    | 18    | Sosta sul lago di Takan 「おとりにされた子ガモ」 - otorinisareta ko gamo | 6 maggio 1980     |         |
| 17    | 18    | Messosi in salvo e al sicuro tra le oche selvatiche Nils, sorvolando un lago, incontra l'uccello Jarrow, messo lì dagli uomini come esca e richiamo per attirare i suoi simili, di modo che i cacciatori nascosti lì vicino possano poi sparare agli sprovveduti accorsi. Nils vuole aiutare la sua nuova conoscenza a fuggire. |                   |         |
| 18    | 19    | Uomini e oche 「湖がなくなる」 - mizūmi ganakunaru | 27 maggio 1980    |         |
| 18    | 19    | Un bambino tanto caro a Jarrow rimane intrappolato dentro una barchetta bucata e malconcia che prende presto il largo; le oche selvatiche gli prestano soccorso riuscendo a spingere l'imbarcazione verso la riva. In segno di gratitudine nei confronti degli animali, i genitori del bambino s'impegnano a convincere gli abitanti del luogo a non far prosciugare il lago per i loro interessi. |                   |         |
| 19    | 20    | Il piccolo alce 「あまえん坊の子ジカ」 - amaen bō no ko jika | 3 giugno 1980     |         |
| 19    | 20    | Casualmente Nils incontra un alce che ha perduto il proprio piccolo; gli uomini lo hanno catturato ed ora lo tengono rinchiuso in un recinto. Nils convince il cucciolo a tentare la fuga per riacquistare la libertà e poter così tornare dalla madre. |                   |         |
| 20    | 21    | La foresta in pericolo 「へびの仕かえし」 - hebino shi kaeshi | 10 giugno 1980    |         |
| 20    | 21    | Senza volerlo il piccolo alce calpesta la regina delle bisce. Una sua sottoposta, tramando vendetta, mette in pericolo l'intera foresta. |                   |         |
| 21    | 14    | La strega della pioggia 「お天気魔女のいたずら」 - o tenki majo noitazura | 17 giugno 1980    |         |
| 21    | 14    | Nils con la sua sfrontatezza riesce ad irritare la strega della pioggia al punto che questa scatena contro tutto lo stormo in viaggio una tremenda tempesta. Ciò causa problemi a due bambini a cui Nils, con l'aiuto della strega della pioggia, presta soccorso. |                   |         |
| 22    | 23    | Nella tana dell'orso 「森を追われるふたごのクマ」 - mori wo owa rerufutagono kuma | 24 giugno 1980    |         |
| 22    | 23    | Nils, durante una sessione di volo, cade dalla groppa di Martin e finisce tra una famiglia di orsi; i cuccioli immediatamente cominciano a divertirsi con il loro nuovo "giocattolo", ma il padre orso continua a non fidarsi del piccolo Nils, rimanendo questi nient'altro che un uomo. Nel tentativo di farlo ricredere, il ragazzo prova ad aiutarlo a risolvere un problema che ha proprio con gli uomini. |                   |         |
| 23    | 26    | L'alluvione 「大洪水白鳥の湖」 - daikōzui hakuchō no mizūmi | 1º luglio 1980    |         |
| 23    | 26    | Smirre inganna l'ambasciatrice Agar che si reca dalle oche selvatiche per chiedere di aiutare gli avversi cigni in crisi a causa dell'alluvione. |                   |         |
| 24    | 30    | Lo gnomo non perdona 「くたばれレックス番犬作戦」 - kutabare rekkusu banken sakusen | 8 luglio 1980     |         |
| 24    | 30    | La cicogna si mette in contatto con lo gnomo che insiste sull'idea di non voler perdonare Nils nonostante sia cambiato. Intanto Smirre è ancora sulle tracce di Nils che, grazie all'amicizia con un grosso cane, riesce a sventare il suo agguato. |                   |         |
| 25    | 24    | Il libro salvato 「空からの救えん隊」 - aka rano sukue n tai | 15 luglio 1980    |         |
| 25    | 24    | Durante il sorvolo sopra Uppsala Lasse scopre uno studente che nutre gli uccelli fuori dalla sua finestra; sperando di ottenere un po' di cibo entra nella stanza assieme a Nils e così conoscono il suo inquilino che frequenta l'università. Questi dovrà ben presto richiedere l'aiuto di tutte le oche; ha difatti perduto il prezioso manoscritto consegnatogli da un amico, quando un improvviso colpo di vento ne ha sparpagliato via i fogli che sono così stati dispersi per le strade della città. Tutto lo stormo si mette in movimento per aiutare lo studente. |                   |         |
| 26    | 22    | Un amico ritrovato 「嵐の日の出来事」 - arashi no hinode rai koto | 22 luglio 1980    |         |
| 26    | 22    | A causa di un nubifragio, lo stormo effettua un atterraggio d'emergenza e, nel mentre, un uomo cerca riparo per sé e per il suo bestiame, ma quest'ultimo viene relegato in una stalla all'aperto così il cavallo decide di andare a cercare Nils per chiedere il suo aiuto e quello di un vecchio amico. |                   |         |
| 27    | 29    | Dolce Piuma torna a casa 「いままでのおはなし/モルテンの婚約」 - imamadenoohanashi / moruten no konyaku | 5 agosto 1980     |         |
| 27    | 29    | Mentre Nils ha nostalgia di casa, Dolce Piuma chiede ad Akka di poter fare una deviazione e andare a salutare i suoi genitori così da presentargli Martin e ricevere la loro approvazione. Tuttavia, mentre le sorelle di Dolce Piuma cercano di corteggiarlo, il padre non approva l'oca domestica né tantomeno la loro unione. Arriva un'aquila e Martin decide di mostrar loro il suo coraggio. |                   |         |
| 28    | 31    | Nils e il pescatore 「街角でうたうニルス」 - machikado deutau nirusu | 19 agosto 1980    |         |
| 28    | 31    | Un cacciatore su una piccola barca prende di mira lo stormo e, quando Martin prova a schivare i suoi proiettili, Nils perde la presa e cade in acqua dove viene recuperato proprio dal pescatore che, credendolo uno gnomo, lo vende per poche monete ad un vecchio violinista, Clemence Larson, il quale prova a sfruttare la situazione. In seguito all'insuccesso, il violinista si redime liberando Nils e Carrot. |                   |         |
| 29    | 32    | Il figlio di Akka 「捕らわれのオオワシ」 - tora wareno oowashi | 26 agosto 1980    |         |
| 29    | 32    | Lo stormo non riesce a trovare Nils e Carrot: la maggior parte di loro è del parere di andare in Lapponia senza perdere altro tempo, sicuri del fatto che si potranno incontrare nuovamente, ma Martin si oppone. Intanto, sperando che qualcuno possa avere notizie di Akka, Nils e Carrot entrano nel giardino zoologico; qui fanno la conoscenza di un'aquila di nome Gorgo che racconta la sua storia e di come Akka si sia preso cura di lui come se fosse suo padre. Poco dopo lo stormo scopre che Nils e Carrot si trovano in compagnia di Gorgo e sono diretti in Lapponia. |                   |         |
| 30    | 33    | La fame 「焼きたてのパンの味」 - yaki tateno pan no aji | 9 settembre 1980  |         |
| 30    | 33    | Ci volle un po' di tempo affinché Gorgo si abituasse alla riacquistata libertà: le sue acrobazie nell'aria erano a dir poco spettacolari ma i suoi atterraggi lasciavano alquanto a desiderare. Nils cerca di aiutarlo come può finché non si scontra nuovamente con la volpe Smirre. |                   |         |
| 31    | 34    | Un'avventura 「森の妖怪」 - mori no yōkai | 16 settembre 1980 |         |
| 31    | 34    | Gorgo e Nils vanno in giro per i boschi a chiedere informazioni sullo stormo con grande stupore dei suoi piccoli abitanti timorosi dell'aquila. Durante il viaggio incontrano una loro vecchia conoscenza, il violinista Clemence Larson, che propone di narrare la storia di Nils per vincere il premio come miglior racconto. |                   |         |
| 32    | 35    | Incendio nella foresta 「危ないニルス山火事だ」 - abuna i nirusu yama kaji da | 30 settembre 1980 |         |
| 32    | 35    | Carrot lascia Nils per inoltrarsi nel bosco dove conosce il piccolo Max e i suoi genitori. Nel mentre lo stormo riposa in un lago lì vicino e, dopo essere stato importunato da due oche impiccione, nota che il bosco sta andando a fuoco. Carrot, preoccupandosi per Nils, torna da lui trovandolo appisolato su un albero ignaro dell'incendio. Quando tutti sembrano essere al sicuro, scoprono che il piccolo Max è rimasto bloccato nel bosco perciò Nils corre in suo aiuto. |                   |         |
| 33    | 36    | Bravo Nils! 「五羽のていさつ隊」 - go hane noteisatsu tai | 7 ottobre 1980    |         |
| 33    | 36    | In una zona nascosta del bosco si tiene una riunione di uccelli di varie specie per decidere dove nidificare dato che lì sono in sovrannumero, ma ognuno ha una sua idea e una propria esigenza. Dopo aver ascoltato i loro discorsi, Gorgo consiglia la Lapponia in quanto luogo ideale per le esigenze di tutti. Nonostante ciò, alcuni uccelli continuano a discutere tra loro finché non sopraggiunge la volpe Smirre che, con l'intento di catturare Nils, prende in ostaggio il piccolo Carrot. Intanto lo stormo è arrivato in Lapponia. |                   |         |
| 34    | 37    | Arrivo in Lapponia 「太陽と氷の精の戦い」 - taiyō to koori no sei no tatakai | 14 ottobre 1980   |         |
| 34    | 37    | Anche Gorgo, Nils e Carrot giungono in Lapponia ma il piccolo ragazzo è troppo stanco per godersi il lieto evento perciò Gorgo lo lascia addormentato sul prato. Qui Nils incontra il Sole, il quale simboleggia la primavera, che lo invita a seguirlo nella battaglia contro il Principe del Gelo, il quale simboleggia invece l'inverno. La battaglia si conclude con il Sole sconfitto e, quando Nils è stretto nella morsa di un lupo, gli basta semplicemente svegliarsi per scoprire che tutto ciò era frutto di un sogno. Quindi i tre si rimettono in viaggio, superano la montagna e si ritrovano su una vasta distesa d'erba dove riposa lo stormo di Akka: finalmente Nils e Carrot possono ricongiungersi con Martin. |                   |         |
| 35    | 38    | I due orfanelli 「父をさがすガチョウ番の子」 - chichi wosagasu gachō ban no ko | 21 ottobre 1980   |         |
| 35    | 38    | Akka avvista degli umani in lontananza e manda Nils ad allontanarli dal luogo di nidificazione; una volta lì, Nils scopre che i due sono bambini della sua città natale e che sono stati abbandonati dal padre in seguito alla morte della madre e della sorella e, per questo motivo, hanno deciso di intraprendere questo lungo viaggio che li ha portati in Lapponia, ultimo posto in cui è stato avvistato. Nils decide quindi di aiutarli a ritrovare il padre. |                   |         |
| 36    | 39    | Primavera in Lapponia 「鳥たちの恋」 - tori tachino koi | 4 novembre 1980   |         |
| 36    | 39    | Gorgo porta Carrot e Nils a visitare "casa" sua, ovvero il nido in cui è nato, ma questo rattrista Nils che ha nostalgia di casa. Per cercare di distrarsi, va ad osservare le oche mentre fanno il nido; tuttavia, Martin e Gunner sono di cattivo umore e cominciano a litigare per un ramoscello quindi Akka caccia via Nils e Carrot. Questi, risentiti, incontrano Lasse che rivela di provare interesse nei confronti di Siri ma che probabilmente non può essere ricambiato dato che Guster è il suo rivale e crede possa avere più possibilità. Alla fine Siri sceglie Lasse come suo compagno con immenso dispiacere di Guster che viene chiamato da Akka insieme a Nils e Carrot per festeggiare il lieto evento: le prime covate di Dolce Piuma e Ingrid. |                   |         |
| 37    | 40    | Si schiudono le uova 「しんまいパパのモルテン」 - shinmai papa no moruten | 11 novembre 1980  |         |
| 37    | 40    | Le uova di Martin e Dolce Piuma si schiudono e nascono tre pulcini mentre il quarto, in ritardo, si schiude dinanzi a Nils; il pulcino, vedendo lui per primo, lo scambia per la sua figura di riferimento decidendo di seguirlo ovunque vada. Andando in avanscoperta però, il piccolo Nilson fa la conoscenza di Smirre che, in seguito, lo cattura per poter attirare Nils nel suo nascondiglio. |                   |         |
| 38    | 41    | Estate in Lapponia 「日が暮れないラプランド」 - nichi ga kure nai rapurando | 25 novembre 1980  |         |
| 38    | 41    | Nils e Carrot si allontanano dallo stormo per giocare insieme e assistere alla nascita di una piccola renna e di alcuni conigli. D'un tratto arriva un lupo che mette in allarme i due che cadono in un fiume allontanandosi molto dal luogo di nidificazione delle oche selvatiche; Akka, preoccupato per i due , va a cercarli insieme a Gorgo e Guster. Intanto Nils e Carrot incontrano dei castori che hanno un figlio, Filippo, il quale si sente trascurato dato che passa molte ore da solo a guardarli mentre costruiscono; inoltre scoprono che quella è la notte di mezza estate in cui il sole è sempre in cielo e non arriva mai la notte. Stanchi, decidono di addormentarsi ma il fiume esonda e tutto il lavoro fatto fino a quel momento va in fumo; Akka, arrivato in soccorso di Nils che aveva destato le ire dei castori, gli spiega che i genitori del piccolo castoro erano intenti a costruire il nido del piccolo perciò i due combinaguai, per redimersi, cercano di rimediare. |                   |         |
| 39    | 43    | Addio, Gorgo! 「あとを追わないでゴルゴ」 - atowo owa naide gorugo | 2 dicembre 1980   |         |
| 39    | 43    | La stagione estiva sta per concludersi perciò Akka informa lo stormo che è tempo di migrare verso Sud e Gorgo vorrebbe andare via con loro anche se il suo posto è proprio lì in Lapponia. Mentre i piccoli imparano a volare, Akka acconsente un po' titubante a portar con sé Gorgo anche se quest'ultimo informa Nils e Carrot di aver assaggiato per la prima volta carne di coniglio e di sentirsi come rinato. La notte prima della partenza, Akka saluta Gorgo addormentato confermando il suo intento di partire con lo stormo senza svegliarlo; tuttavia Gorgo si desta e, notando lo stormo allontanarsi sempre più, capisce che deve separarsi dal suo padre adottivo diventando una vera aquila perciò, con immenso dispiacere, saluta lo stormo e Nils promettendo di vedersi l'estate successiva. |                   |         |
| 40    | 42    | Nils e il lupo 「オオカミのしゅうげき」 - ookami noshūgeki | 9 dicembre 1980   |         |
| 40    | 42    | Lo stormo si allontana per la pioggia intensa lasciando Nils e Carrot appisolati sull'erba; i due, offesi per essere stati dimenticati da Martin e lo stormo, si rifugiano in una grotta dove vengono raggiunti da Bataki, il corvo, desideroso del loro aiuto. Infatti una donna che accudisce degli animali è derisa dagli abitanti del paese lì vicino che la considerano una pazza per il suo interesse spassionato verso queste creature. Alla fine dell'episodio, Nils e Carrot si ricongiungono a Martin e lo stormo. |                   |         |
| 41    | 25    | La notte di Walpurga 「湖の火まつり」 - mizūmi no hi matsuri | 16 dicembre 1980  |         |
| 41    | 25    | Lo stormo è giunto nella città di Dalarna; qui Akka li avverte che gli umani, in questa notte detta di Walpurga, festeggiano accendendo un grosso falò dinanzi al quale tutti i bambini girano, tenendosi per mano, ridendo e ballando. Nils vuole assistere alla festa ma Akka glielo proibisce così il piccolo sgattaiola via ma viene scoperto da Gunner e Guster che però lo lasciano lì a guardare. Alla fine della festa però, Nils si rattrista per il fatto di non aver potuto partecipare come tutti i bambini lì presenti quindi decide di inscenare una notte di Walpurga per sé e gli animali della foresta. Tuttavia la faccenda causa scompiglio e due piccoli gufi sono persi di vista dalla loro madre che si rivolge a Nils e Martin. |                   |         |
| 42    | 47    | Nils e il gigante 「森をつくった大男」 - mori wotsukutta oootoko | 23 dicembre 1980  |         |
| 42    | 47    | Mentre lo stormo discute sull'educazione dei pulcini dei vari membri, Nils e Carrot si allontanano da loro per raggiungere una torre di controllo fatta in legno ma sono costretti a nascondersi per l'arrivo di tre ragazzi accorsi per ripararsi anch'essi dalla pioggia. Per passare il tempo, uno dei tre decide di raccontare una storia su Asator e due giganti; una volta conclusa, i tre si rimettono in viaggio mentre Nils e Carrot son recuperati da Akka e Guster che li stavano cercando. |                   |         |
| 43    | 45    | Avventura nella caverna 「ニルスの子守歌」 - nirusu no komoriuta | 13 gennaio 1981   |         |
| 43    | 45    | Nel sorvolare una distesa d'erba, Nils e Martin notano un piccolo bambino di nome Olaf lasciato solo dalla sua famiglia troppo occupata a badare al bestiame; preoccupati per lui, decidono di prendersene cura anche se crea loro molti problemi a causa dei continui piagnistei. Comincia a piovere e decidono di portar il piccolo in una caverna al caldo per poi allontanarsi in cerca dei familiari ma Smirre passa proprio da quelle parti. Per fortuna Nils e Martin arrivano in tempo per scacciare la volpe così Olaf può riabbracciare i suoi cari. |                   |         |
| 44    | 27    | L'oro del gigante 「閉じこめられたバタキ」 - toji komerareta bataki | 20 gennaio 1981   |         |
| 44    | 27    | Lo stormo sorvola una città abbandonata mentre Bataki il corvo la sta ammirando sotto lo sguardo perplesso e rassegnato di un piccione. Inizia a piovigginare ed il corvo scorge una casetta la cui porta continua costantemente a sbattere; incuriosito, entra al suo interno e scopre che in realtà è un forno, la porta si chiude e Bataki rimane lì bloccato. Il piccione cerca aiuto da Nils che giunge sul posto accompagnato da Akka e, mentre aiuta il corvo, quest'ultimo gli narra la storia dell'oro del gigante. |                   |         |
| 45    | 44    | Il giardino incantato 「満月のゆうれい屋敷」 - mangetsu noyūrei yashiki | 27 gennaio 1981   |         |
| 45    | 44    | Akka decide di far sostare lo stormo in prossimità della villa abbandonata del conte Giulio consigliando a Nils di non andare per nessun motivo lì proprio in quella notte di luna piena. Il ragazzo disubbidisce e si reca insieme a Carrot nella tenuta dove incontra proprio il conte, il quale gli chiede insistentemente di aiutarlo a curare le sue piante con una vanga; Nils non può impugnare la vanga essendo troppo grande per lui ma, per pigrizia, non impugna nemmeno quella più piccola sicché il conte Giulio si infuria rivelando loro che se Nils avesse preso la vanga sarebbe stato liberato dalla maledizione che lo affligge. Tornati dallo stormo, Akka informa loro che quello non è altro che il fantasma del conte Giulio. |                   |         |
| 46    | 46    | Il gabbiano litigioso 「銀いろに光る海」 - gin ironi hikaru umi | 3 febbraio 1981   |         |
| 46    | 46    | Martin e Nils continuano a discutere a lungo sullo strano conte Giulio e, alla fine, non sanno più se sia stato un sogno, realtà o frutto dell'immaginazione del piccolo ragazzo. Tuttavia sono subito coinvolti in un'altra avventura diversa da quella del fantasma: infatti Nils conosce una bambina e la sua storia lo rende molto triste. |                   |         |
| 47    | 28    | Festa in paese 「村まつりのよびもの」 - mura matsurinoyobimono | 10 febbraio 1981  |         |
| 47    | 28    | Lo stormo si trova ancora nella regione di Dalarna quando Nils avvista in lontananza delle persone intente a festeggiare. Incuriosito, chiede ad Akka di poter partecipare così lo conduce da un corvo amico di Bataki che gli permette di assistervi. Approfittando della sua presenza, il corvo chiede aiuto per dei cavalli che necessitano di qualcuno che si prenda per bene cura di loro senza ferirli o maltrattarli, perciò Nils fa in modo da far vincere il più buono e generoso dei concorrenti in gara. |                   |         |
| 48    | 48    | Buona fortuna Smirre 「レックスの新しい旅立ち」 - rekkusu no atarashi i tabidachi | 17 febbraio 1981  |         |
| 48    | 48    | Mentre Smirre è in cerca di cibo, lo stormo sosta nei pressi di un lago ma Nils e Carrot vogliono cercare da mangiare così Martin, riluttante, li lascia nel bosco a cercare bacche; qui i due subiscono l'agguato di Smirre che vuole vendicarsi del ragazzo. In seguito al fallimento, Smirre fa la conoscenza di una volpe femmina, Tulipano, che gli fa dimenticare della sua vendetta trasformandolo in una volpe docile e vanitosa. Dopo un combattimento furioso con un lupo aggressivo, tra i due nasce il sentimento che porta Smirre lontano per sempre da Nils. |                   |         |
| 49    | 49    | Una difficile decisione 「秘密を知ったニルス」 - himitsu wo shitta nirusu | 24 febbraio 1981  |         |
| 49    | 49    | Ormai la casa di Nils è vicina ma l'idea di separarsi dalle oche selvatiche lo rattrista molto. La situazione peggiora quando nota per caso Akka e Bataki discutere riguardo la riluttanza dello gnomo nel voler riportare Nils ad essere un bambino. In seguito ad un litigio con Martin, Nils si spinge lontano dallo stormo e si ritrova in una casa disabitata dove sta per essere ucciso da due gufi; l'intervento di Martin riesce però a salvare il piccolo. A fine episodio, Akka rivela a Nils che potrà tornare ad essere un bambino normale solo riportando a casa Martin il giorno di San Martino, ovvero il giorno in cui le oche vengono uccise e questo vuol dire soltanto una cosa: il giorno in cui tornerà normale corrisponde al giorno in cui Martin morirà. |                   |         |
| 50    | 50    | L'oro dell'isola 「ガンのプレゼント」 - gan no purezento | 3 marzo 1981      |         |
| 50    | 50    | Nils continua a disperarsi mentre Martin, ignaro del pericolo, rimane fermo sulla sua idea di voler ritornare a casa finché il giovane ragazzo non gli insinua il dubbio sul fatto che Dolce Piuma e i suoi figli non abbiano intenzione di vivere alla fattoria. Ermenric trova Akka e lo aggiorna sulla situazione disastrosa della fattoria di Nils, vorrebbero informarlo ma quest'ultimo non vuole saperne nulla quindi Akka decide di portarlo su un isolotto dove afferma ci siano delle monete d'oro. Nils rifiuta di prenderle e, tornando dallo stormo, Martin conferma al ragazzo l'intenzione sua e della sua famiglia di vivere tutti insieme alla fattoria; tuttavia Nils ha preso la sua decisione: non tornerà a casa. |                   |         |
| 51    | 51    | Il ritorno a casa 「なつかしいわが家へ」 - natsukashiiwaga ie he | 10 marzo 1981     |         |
| 51    | 51    | Arrivano alla città natale di Nils ma il ragazzo continua ad essere turbato dalla sorte che attende il suo amico Martin. Akka decide quindi di parlare con lui nuovamente della problematica senza sapere che Carrot è nascosto dietro l'erba e ha finalmente scoperto cosa affligge l'amico. Prendendo atto della fermezza di Nils, Akka lo accompagna a rivedere per l'ultima volta la sua casa ma ciò che trova è una fattoria malconcia e trascurata; gli unici animali presenti sono il gallo, il cane, la mucca ed il cavallo che però non sta molto bene perciò potrebbe essere venduto il giorno seguente. Martin, notando l'assenza di Akka, Nils e Carrot, decide di far loro una sorpresa e dirigersi verso la fattoria insieme alla sua famiglia salutando per sempre lo stormo. Intanto Nils aiuta il cavallo e rivede i suoi genitori provando molta tristezza ma il pericolo è dietro l'angolo: Martin infatti sta arrivando alla fattoria.                                                |                   |         |
| 52    | 52    | Addio alle oche selvatiche 「さよなら アッカ」 - sayonara akka | 17 marzo 1981     |         |
| 52    | 52    | Nils avvista Martin e la sua famiglia che non sembra molto felice all'idea di vivere in fattoria; il loro starnazzare attira i genitori di Nils che rinchiudono le oche nella stalla e tengono Martin con l'intento di ucciderlo proprio il giorno di San Martino ma l'affetto profondo che Nils prova nei confronti dell'oca domestica è tale da spezzare il sortilegio dello gnomo così Nils assume nuovamente le sue sembianze giusto in tempo per salvare Martin. Una volta ricongiunto ai genitori, libera l'amico e la sua famiglia scoprendo che purtroppo non è più in grado di parlare con gli animali né tantomeno di capirli. Il mattino seguente si ritrova al punto d'incontro con Akka e lo stormo che inizialmente, non riconoscendo il Nils bambino, fuggono per poi tornare indietro per un ultimo saluto con cui Nils chiede ad Akka e al suo stormo di tornare da lui l'anno successivo promettendogli che sarà lì ad aspettarli.                                                      |                   |         |